# Kei Ikeda
Pour les articles homonymes, voir Ikeda.
Kei Ikeda (池田 圭, Ikeda Kei), né le 20 octobre 1986 à Inzai, est un footballeur japonais. 
Il évolue au poste d'attaquant.

## Biographie
Ikeda commence sa carrière professionnelle au Sagan Tosu. Il est vice-champion de J-League 2 en 2011 avec ce club, obtenant ainsi la montée en première division.